# Волфганг Юлиус фон Хоенлое-Нойенщайн
Волфганг Юлиус фон Хоенлое–Нойенщайн (на немски: Wolfgang Julius von Hohenlohe-Neuenstein) е немски генерал-фелдмаршал и от 1677 г. последният граф на Хоенлое–Нойенщайн.

## Биография
Роден е на 3 август 1622 година в Нойенщайн. Той е четвъртият син на граф Крафт VII (III) фон Хоенлое-Нойенщайн-Вайкерсхайм (1582 – 1641) и пфалцграфиня София фон Цвайбрюкен-Биркенфелд (1593 – 1676), дъщеря на пфалцграф Карл фон Цвайбрюкен-Биркенфелд (1560 – 1600) и Доротея фон Брауншвайг-Люнебург (1570 – 1649).
През Тридесетгодишната война на 15 години той е ранен на лицето през 1637 г. Отива във френската войска, попада седем месеца в плен. През 1657 г. се връща в родината. От 1664 г. той като генерал се бие в Хърватия и Унгария проти турците и става генерал-фелдмаршал. Той се връща в родината и си купува на 4 май 1667 г. господството Вилхермсдорф при Нюрнберг.
През 1677 г. той и братята му поделят собственостите. По-големите му братя са Йохан Фридрих I (1617 – 1702), граф в Йоринген, и Зигфрид (1619 – 1684), от 1677 г. граф във Вайкерсхайм, а по-малкият му брат Йохан Лудвиг (1625 – 1689) е от 1677 г. граф в Кюнцелзау.
Умира на 26 декември 1698 година във Франкфурт на Майн на 76-годишна възраст. Погребан е в Нойенщайн. Наследен е от брат му Йохан Фридрих I фон Хоенлое-Йоринген.

## Фамилия
Първи брак: на 25 август 1666 г. в дворец Пльон с принцеса София Елеонора фон Холщайн-Пльон (* 30 юли 1644, Пльон; † 22 януари 1729, Нойенщайн), дъщеря на херцог Йоахим Ернст фон Шлезвиг-Холщайн-Зондербург-Пльон и Доротея Августа фон Шлезвиг-Холщайн-Готорф. Бракът е бездетен.
Втори брак: на 4 септември 1689 г. във Вилхермсдорф с графиня Франциска Барбара фон Велц (* 4 август 1660; † 3 април 1718, Вилхермсдорф), дъщеря на граф Франц фон Велц-Еберщайн (1635 – 1674) и Анна Барбара, фрайин фон Гун (ок. 1640 – 1681). Бракът е бездетен.
Вдовицата му Франциска Барбара наследява Вилхермсдорф и се омъжва втори път на 22 юни 1701 г. във Вилхермсдорф за княз Филип Ернст фон Хоенлохе-Валденбург-Шилингсфюрст (1663 – 1759).